# HanDeDict
HanDeDict (chinesisch 漢德詞典 / 汉德词典 – „Chinesisch-Deutsches Wörterbuch“, kurz 漢德 / 汉德 – „Chinesisch-Deutsch“) ist ein freies Chinesisch-Deutsches Online-Wörterbuch, dessen Wörterbuch-Dateien unter einer Creative-Commons-Lizenz lizenziert sind. 
HanDeDict war seit dem 17. Februar 2006 im Internet verfügbar und wurde von der Chinesisch-Deutschen Gesellschaft e. V. Hamburg unterstützt. Im August 2015 wurde die ursprüngliche Website geschlossen und im Juli 2017 wieder online gestellt. Für die ausschließliche Nutzung als Wörterbuch mit den letzten eingetragenen Datensätzen ist die Website voll funktionsfähig. Als Alternative kann man seit November 2015 HanDeDict auf der Website HanDeDict @ Zydeo von Gábor L. Ugray durchsuchen und bearbeiten. Auf dieser Website wird HanDeDict weiterhin unter der gleichen Creative-Commons-Lizenz" bereitgestellt und von der Community weiterentwickelt. Die nächtlich aktualisierte Textdatei steht als direkter Download und als ein Github-Repository zur Verfügung.
Der Name „HanDeDict“ ist ein Wortspiel basierend auf der chinesisch-englischen Übersetzung von Chinesisch-Deutsches Wörterbuch. „HanDe“ ist eine Abkürzung von „HànyǔDéyǔ“ – 漢語德語 / 汉语德语 – „Chinesische Sprache–Deutsche Sprache“ – und „Dict“ die Abkürzung von „Dictionary“, englisch für „Wörterbuch“.
Auf der Jahrestagung des Fachverbandes Chinesisch e. V. 2006 in Berlin wurde HanDeDict als einem von zwei Preisträgern der Friedhelm-Denninghaus-Preis für die Förderung des Chinesischunterrichts im deutschsprachigen Raum verliehen.

## Funktionen
Auf der ursprünglichen Website gab es Funktionen, die allen Benutzern offenstanden und andere, die man nur nach Registrierung und Anmeldung benutzen konnte:
Für alle: Einzelwortsuche, Ganzen Text nachschlagen, Wörter der Woche – in Zusammenarbeit mit dem Projekt Deutscher Wortschatz der Universität Leipzig, Vokabelkarten und Schreibübungen zu den einzelnen Stufen des Chinesisch-Tests HSK Hanyu Shuiping Kaoshi, Vokabelkarten und Schreibübungen zum Lehrbuch „Praktisches Chinesisch“.
Für registrierte Benutzer: eine persönliche Vokabelliste, mit der man eigene Vokabelkarten und Schreibübungen machen konnte, komfortable Auswertung von ganzen Texten mit Vokabellisten und Vokabelkarten.
Die Website HanDeDict @ Zydeo bietet neben Suchfunktionen noch eine Auswahl an anderen Funktionen. Töne werden mit konfigurierbaren Farben visualisiert; für die meisten Schriftzeichen kann eine Strichfolge-Animation eingeblendet werden; für die Suche nach einzelnen Schriftzeichen steht auch Handschrifterkennung zur Verfügung. Neue Wörterbucheinträge zur Erweiterung des Datenbankbestands können dort vorgenommen werden. Änderungen und Ergänzungen werden mit Benutzername und Kommentar in der Änderungsgeschichte transparent dokumentiert. 

## Datenverwendung
Die Daten von HanDeDict werden weiterhin in einigen Wörterbuchprogrammen verwendet: in Pleco, KTdict C-D, WaKan, philoQuick, LingoPad, StarDict, zbedic und ChinesePractice.
Ebenso werden die Daten von HanDeDict in dem Chinesisch-Schreibprogramm sinoScriptor verwendet.